# 薩斯庫特鄉
46°11′N 27°4′E / 46.183°N 27.067°E
薩斯庫特鄉（羅馬尼亞語：Comuna Sascut）是羅馬尼亞的鄉份，位於該國東北部，由巴克烏縣（羅馬尼亞語：Bacău）負責管轄，面積108平方公里，海拔高度189米，2007年人口10,241，人口密度每平方公里95人。